# KGet
KGet è un download manager FOSS per l'ambiente desktop KDE.

## Caratteristiche
- Possibilità di scaricare file da sorgenti FTP, HTTP(S) e Bittorrent
- Supporto download a più segmenti
- Supporto a Metalink
- Possibilità di mettere in pausa e riavviare i download.
- Possibilità di salvare automaticamente file con una certa estensione in una cartella preventivamente definita.
- Fornisce diverse informazioni sui download correnti e su quelli in attesa.
- È possibile impostare un limite alla velocità di scaricamento.
- Minimizzazione nell'area delle notifiche.
- Integrazione con il web browser Konqueror.
- Può essere gestito tramite un'interfaccia web.
- Memorizza i file scaricati in una cronologia accessibile sulla base della data di scaricamento, della dimensione e dell'indirizzo di provenienza dei file.
- Presenta un sistema di plugin che ne amplia le funzionalità, per esempio consentendo l'utilizzo del protocollo BitTorrent.